# JYJ
JYJ er et sydkoreansk boyband bestående af Kim Jaejoong, Park Yoochun og Xiah Junsu. Gruppens medlemmer kommer alle fra det tidligere boyband TVXQ, og navnet er dannet af forbogstaverne på deres navne.
Gruppen udgav først en ep The ... i Japan i 2010. Denne plade nåede førstepladsen på den japanske hitliste, hvorpå gruppen udgav albummet The Beginning i oktober samme år. Året efter udkom det andet album med titlen In Heaven. 
JYJ er først og fremmest populær i hjemlandet og Japan, men har også vakt opmærksomhed i resten af verden og har blandt andet givet koncert i Barcelona, Berlin, Santiago de Chile og Lima.